# Diadektomorfy

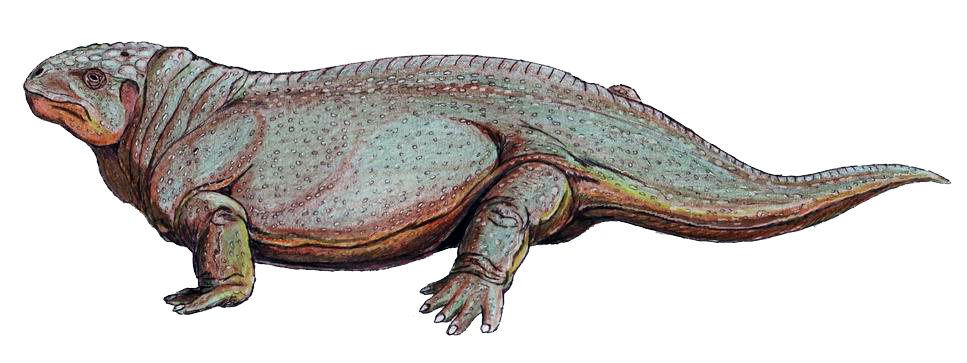
Diadektes

Diadektomorfy (Diadectomorpha) – klad dużych czworonogów żyjących w Euroameryce w karbonie i wczesnym permie oraz na obszarze dzisiejszych Chin w późnym permie, blisko spokrewnionych z przodkami owodniowców. Obejmuje duże (do 2 metrów długości) formy drapieżne i jeszcze większe (do 3 metrów) roslinożerne, częściowo wodne lub w pełni lądowe.
Diadektomorfy wykazują cechy płazów i gadów. Początkowo zaliczano je do kotylozaurów jako najbardziej prymitywną grupę gadów. Obecnie są uważane za siostrzaną grupę owodniowców.
Prawdopodobnie wyewoluowały w mississipie, ale stały się pospolite dopiero w późnym pensylwanie i wczesnym permie. Najmłodszy znany przedstawiciel grupy, Alveusdectes fenestratus, żył w późnym permie (wucziaping, ok. 256 mln lat temu).

## Filogeneza
Kladogram Diadectomorpha
```
o †
Diadectomorpha

|--o †
Limnoscelidae
 Williston (?)
|  |-- †
Limnoscelis paludis
 Williston, 1911
|  |--o †
Limnosceloides
 Romer, 1952
|  |-- †
Limnoscelops
 Levis & Vaughn, 1965
|  |-- †
Limnostygis
 Carroll, 1967
|  `?- †
Romeriscus
 Baird & Carroll, 1967 [
nomen dubium
 sensu
 Laurin & Reisz, 1992]
`--+?- †
Tseajaia campi
 Vaughn, 1964 [Tseajaiidae]
   `--o †
Diadectidae

      |?- †Diadectidae 
genera et species indet.
 [Berman & Henrici, 2003]
      `--+-- †
Desmatodon

         |--o †
Diadectes
 [
Diadectoides
]
         |?- †
Diasparactus
 Case
         `-- †
Stephanospondylus
```

## Rodziny
- Limnoscelidae
- Diadectidae
- Tseajaiidae